# 苏莱胡夫
苏莱胡夫是波兰卢布斯卡省绿山城县的一个镇。

## 名人
- 奥尔加·托卡尔丘克：波兰作家
- 吕迪格·冯·德戈尔茨：德国将军

## 友好城市
- 德国新鲁滨
- 英国汉普郡法恩伯勒